# Lucha Libre World Cup (2015)
La Lucha Libre World Cup (Copa Mundial de Lucha Libre) es un torneo de lucha libre profesional organizado por la promoción mexicana Asistencia Asesoría y Administración (AAA) con el respaldo financiero de la compañía cervecera Grupo Modelo, con Cerveza Victoria como el patrocinador oficial. El torneo incluirá varios equipos de tres luchadores, referidos como tríos en la lucha libre mexicana, dos de los cuales representarán a la AAA, otro equipo ajeno a la AAA representará a México y también tendrán representación Total Nonstop Action, Ring of Honor, All Japan Pro Wrestling y Pro Wrestling NOAH, así como un "equipo internacional". El torneo se anunció originalmente como "Copa Victoria", pero más tarde fue renombrado como "Lucha Libre World Cup".

## Historia
AAA anunció inicialmente su asociación con el Grupo Modelo para crear la "Copa Victoria", un torneo de una sola noche en el que participarían tríos de luchadores de todo el mundo. En el momento del anuncio se reveló también que el primer equipo participante estaría compuesto por El Patrón Alberto, Myzteziz y Rey Mysterio Jr. Poco después se supo que Kenzo Suzuki capitanearía al equipo que representaría a All Japan Pro Wrestling. Además, Taiji Ishimori sería el capitán del equipo de la otra promoción japonesa invitada, Pro Wrestling NOAH. La AAA compuso un segundo equipo mediante combates clasificatorios de los que salió el trío de El Hijo del Fantasma, El Texano Jr. y Psycho Clown.
Por su parte, tres luchadores de Lucha Underground formarían parte del torneo en tres equipos distintos: Johnny Mundo estaría en el equipo de TNA junto a Mr. Anderson y el capitán Matt Hardy, Cage acompañaría a Moose y ACH en el equipo de Ring of Honor, y el sudafricano Angélico formaría parte del equipo del "resto del mundo" junto al escocés Drew Galloway y el puertorriqueño El Mesías.

## Mecánica
El vicepresidente de AAA Dorian Roldán explicó en un vídeo subido al perfil oficial de YouTube de la compañía que los combates estarían estructurados en cuartos de final, semifinales y final, más un enfrentamiento extra para determinar al tercer clasificado. Serán combates por tríos con una duración máxima de 15 minutos. En caso de expirar el tiempo sin que se determine un grupo ganador, cada equipo seleccionará un miembro y los dos elegidos se enfrentarán en una muerte súbita de 5 minutos, que se continuará repitiendo con distintos luchadores si continúa sin haber ganador.

## Equipos participantes
| Equipo                | Miembros             |
| --------------------- | -------------------- |
| México Dream Team     | El Patrón Alberto    |
| México Dream Team     | Myzteziz             |
| México Dream Team     | Rey Mysterio Jr.     |
| AAA                   | El Hijo del Fantasma |
| AAA                   | El Texano Jr.        |
| AAA                   | Psycho Clown         |
| MexLeyendas           | Blue Demon Jr.       |
| MexLeyendas           | Dr.Wagner Jr.        |
| MexLeyendas           | El Solar             |
| Resto del Mundo       | Drew Galloway        |
| Resto del Mundo       | Angélico             |
| Resto del Mundo       | El Mesías            |
| TNA/Lucha Underground | Matt Hardy           |
| TNA/Lucha Underground | Mr. Anderson         |
| TNA/Lucha Underground | Johnny Mundo         |
| ROH/Lucha Underground | Moose                |
| ROH/Lucha Underground | ACH                  |
| ROH/Lucha Underground | Cage                 |
| NOAH                  | Taiji Ishimori       |
| NOAH                  | Yoshihiro Takayama   |
| NOAH                  | Atsushi Kotoge       |
| AJPW                  | Kenzo Suzuki         |
| AJPW                  | Tiger Mask III       |
| AJPW                  | Masamune             |

## Resultados
Los combates de cuartos se confirmaron a través del perfil oficial de Facebook del torneo.
|  | Cuartos de final | Cuartos de final |                 |              | Semifinales | Semifinales |  |  | Final | Final |
|  |                  |                  |                 |              |             |             |  |  |       |       |
|  |                  |                  |                 |              |             |             |  |  |       |       |
|  |                  |                  |                 |              |             |             |  |  |       |       |
|  | Dream Team       | Sub              |                 |              |             |             |  |  |       |       |
|  | Dream Team       | Sub              |                 |              |             |             |  |  |       |       |
|  | NOAH             |                  |                 |              |             |             |  |  |       |       |
|  | Dream Team       | Sub              |                 |              |             |             |  |  |       |       |
|  | Dream Team       | Sub              |                 |              |             |             |  |  |       |       |
|  |                  | ROH/Underground  |                 |              |             |             |  |  |       |       |
|  | AAA              |                  |                 |              |             |             |  |  |       |       |
|  |                  |                  |                 |              |             |             |  |  |       |       |
|  | ROH/Underground  | Pin              |                 |              |             |             |  |  |       |       |
|  | ROH/Underground  | Pin              | Dream Team      | Pin          |             |             |  |  |       |       |
|  |                  |                  | Dream Team      | Pin          |             |             |  |  |       |       |
|  |                  | TNA/Underground  |                 |              |             |             |  |  |       |       |
|  | AJPW             | Sub              |                 |              |             |             |  |  |       |       |
|  | AJPW             | Sub              |                 |              |             |             |  |  |       |       |
|  | MexLeyendas      |                  |                 |              |             |             |  |  |       |       |
|  | MexLeyendas      | Pin              | Tercer lugar    | Tercer lugar |             |             |  |  |       |       |
|  | MexLeyendas      | Pin              |                 |              |             |             |  |  |       |       |
|  |                  | TNA/Underground  |                 |              |             |             |  |  |       |       |
|  | Resto del Mundo  | Pin              | ROH/Underground | Pin          |             |             |  |  |       |       |
|  | Resto del Mundo  | Pin              | ROH/Underground | Pin          |             |             |  |  |       |       |
|  | TNA/Underground  |                  |                 | MexLeyendas  |             |             |  |  |       |       |
|  | TNA/Underground  |                  |                 | MexLeyendas  |             |             |  |  |       |       |
|  |                  |                  |                 |              |             |             |  |  |       |       |
|  |                  |                  |                 |              |             |             |  |  |       |       |